# Gustaw Gwozdecki

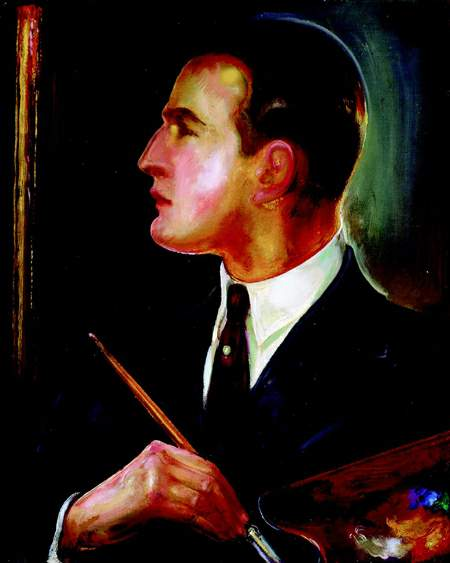
Gustaw Gwozdecki, Selbstporträt (1928)

Gustaw Gwozdecki (* 23. Mai 1880 in Warschau; † 8. März 1935 in Paris) war ein polnischer Bildhauer, Maler, Grafiker und Kunstschriftsteller, der als Künstler in Paris tätig war.

## Leben
Gwozdecki war ein Schüler der Akademie in Krakau und debütierte im Jahr 1900 mit seinem Gemälde Die Kapelle im dortigen Kunstverein. Nach seinem Abschluss an der Universität Warschau ging er um 1889 nach München, um bei Sigismond Grocholski Kunst zu studieren. Aus familiären Gründen wurde er nach Warschau zurückgerufen und studierte nach 1900 bei Konrad Kryzanowski. Bei seiner ersten Einzelausstellung im „Salon Krywult“ erhielten seine Werke positive Kritiken durch Władysław Rabski vom Warschauer Kurier. Die Polnische Gesellschaft für Schöne Künste bot Gwozdecki ein Stipendium an, mit dem er sein Studium in Paris fortsetzen konnte. Er war Mitglied der Künstlervereinigung „Sztuka“ und der Polnischen Union der Künstlergraveure in Paris. Hier erhielt er die Anerkennung der Schriftsteller Guillaume Apollinaire und André Salmon und durch den Ruf, den er sich in Paris erworben hatte, kamen polnische Künstler zu ihm, um bei ihm zu lernen. Gwozdecki war 1914 Mitbegründer der „Acâdemie de Peinture Polonaise de Paris“. Bei der Einweihung waren die Schriftsteller Wacław Sieroszewski und André Salmon zugegen.
Von 1904 bis 1911 nahm er mit impressionistischen Bildern, Zeichnungen, Akt- und Stilllebenstudien an den Salons der Société nationale des beaux-arts und in den Jahren 1905, 1910 ff. der Société des Artistes Indépendants sowie 1906, 1910 ff. der Société du Salon d’Automne. Er stellte zudem Porträt- und Aktskulpturen in Gips oder Marmor aus. Aus Paris schickte er 1911 einige Werke zur Ausstellung des Hagenbundes nach Wien, zur Juryfreien Kunstausstellung nach München und die Ausstellung des Künstlerbundes in Leipzig. 1914 war auf der Exposition International in Venedig eine seiner Aktstudien zu sehen. 1916 reiste er in die Vereinigten Staaten und 1921 kam er nach New York und zeigte einige Werke im „Belmaison“, der Galerie von John Wanamaker. Bei seinem Besuch in New York schenkte er der im April 1920 neu gegründeten Organisation namens „Société Anonyme“ einige seiner Bilder.

## Werke (Auswahl)
- 1912: Porträt Kazimiera Felix
- Stillleben mit Seerosen

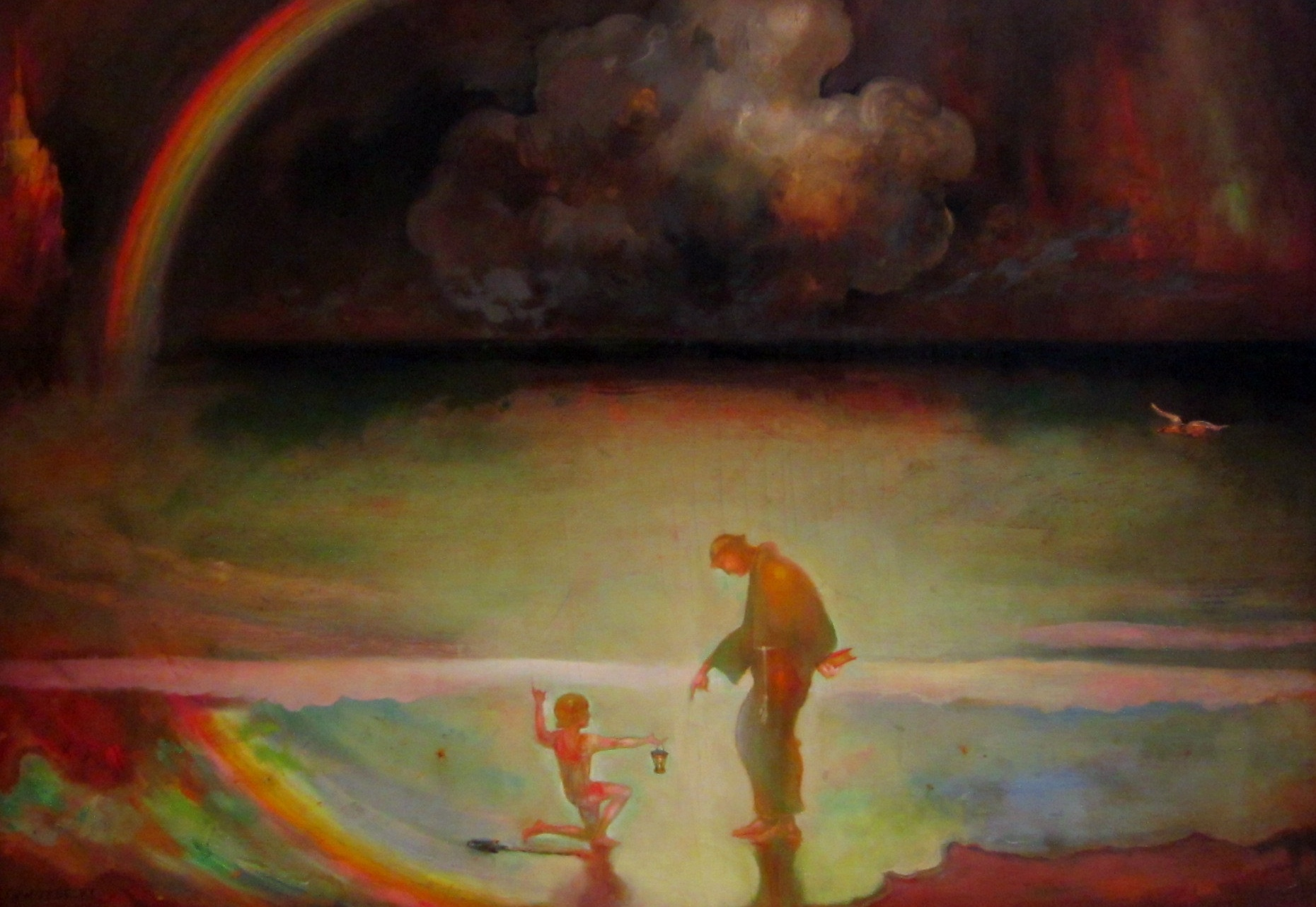
Augustinus und der Knabe am Meer

- 1928: Porträt Louise Llewellyn-Jareckiej

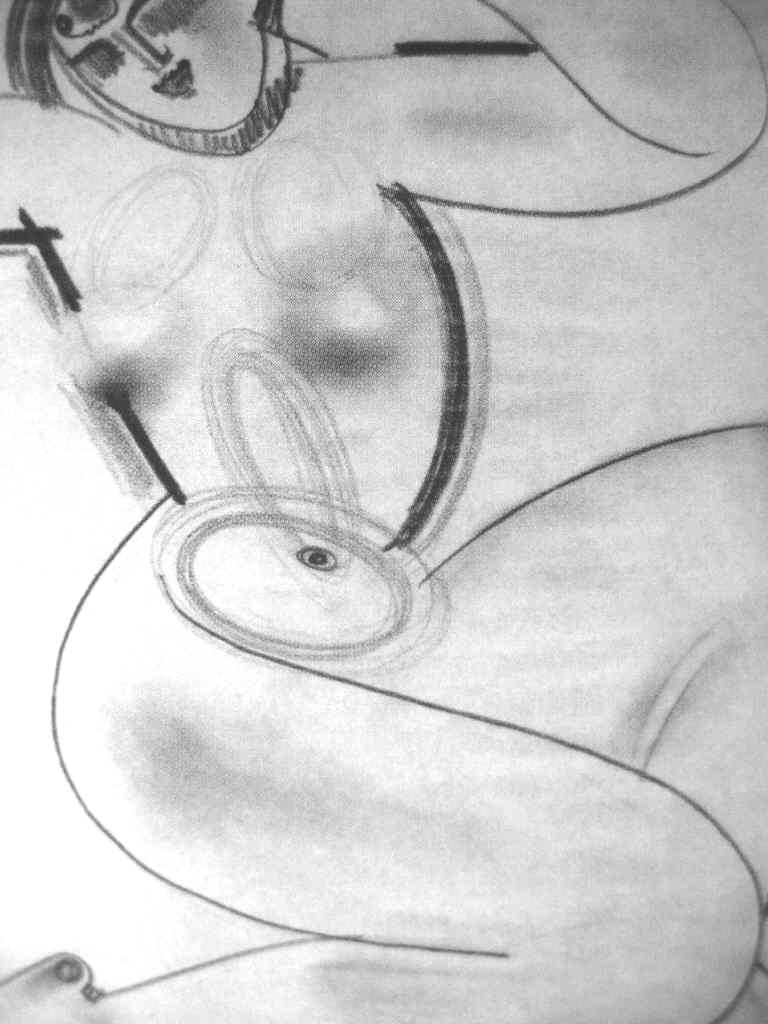
Akt, 1920
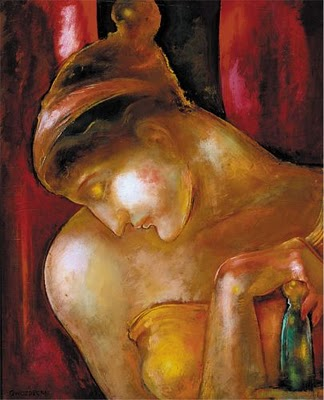
Frau mit Flakon, Öl auf Leinwand (1930)
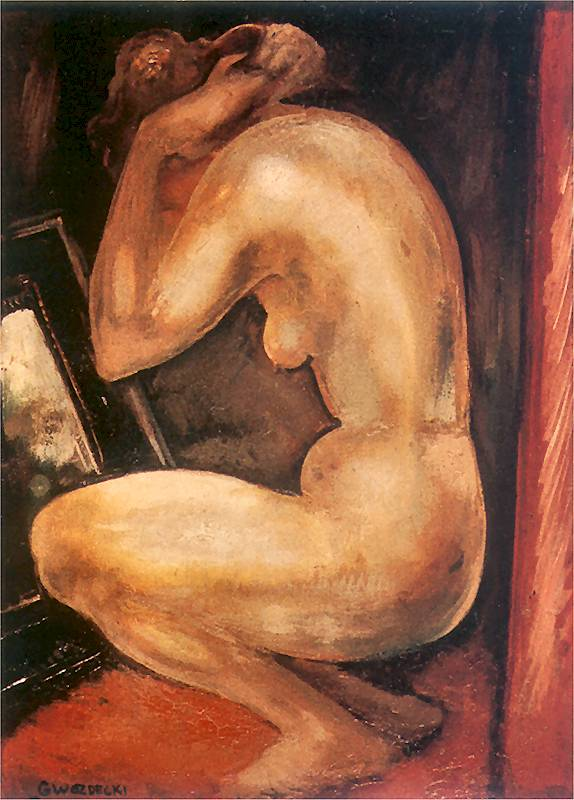
Frauenakt, Öl auf Leinwand (1930)